# Lagunas de El Porcal
Las Lagunas de El Porcal (conocido por su laguna de mayor extensión como Lago Grande de El Porcal) se encuentran en el municipio de Rivas-Vaciamadrid y forman parte de Parque regional del Sureste, así como de la Red Natura 2000.

## Descripción
El complejo está delimitado por la antigua finca de El Porcal, de ahí su nombre. La Laguna del Porcal (Lago Grande) es la laguna más extensa de la Comunidad de Madrid, seguida por la Laguna del Campillo, situada más al norte.

## Flora
En las lagunas de la zona norte, como la Laguna del Campillo, que son las más antiguas del conjunto, se extiende el bosque de ribera, con un notable desarrollo de plantas como carrizo, caña y enea y árboles, siendo los más comunes el taray, el chopo, el álamo, el fresno y el olmo común.
La importancia ecológica de las lagunas le ha otorgado el reconocimiento de Zona de Especial Protección para las Aves (ZEPA), así como su inclusión en la Red Natura 2000.